# Gerald Durrell

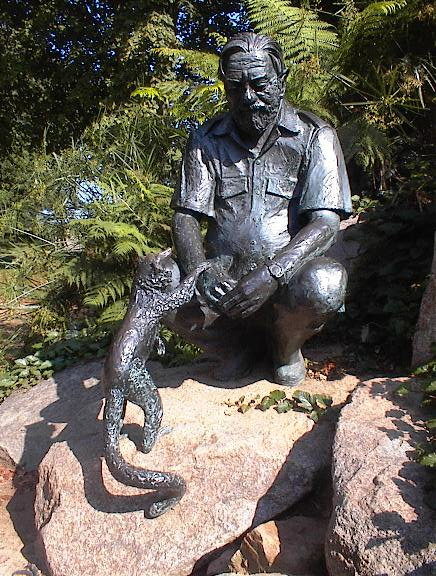
Socha Geralda Durella v zoo na Jersey

Gerald Durrell (7. ledna 1925 – 30. ledna 1995) byl britský spisovatel, humorista a popularizátor ochrany přírody. Ve svých knihách určených dětem i dospělým čtenářům nejčastěji popisuje svoje zážitky z cestovatelských výprav po celém světě, kde chytal zvířata pro zoologické zahrady. Jako jeden z prvních se snažil upozornit na význam ochrany ohrožených druhů zvířat, pro která v roce 1959 založil na Jersey zoologickou zahradu. V roce 2010 byl na jeho počest pojmenován nově objevený masožravý druh šelmy galidie Durrellova.

## Životopis
Gerald Durrell se narodil 7. ledna 1925 v Džámšedpúru v Indii. Byl čtvrtým, nejmladším dítětem anglických přistěhovalců. Měl dva bratry, Lawrence (Larryho) Durrella (anglického romanopisce a básníka), Leslieho Durrella (malíře pokojů), a sestru Margot Durrellovou (návrhářku oblečení a dekoratérku interiérů). Jeho otec Lawrence Samuel Durrell záhy zemřel, proto se jeho matka Louisa Florence Durrellová rozhodla odstěhovat do Anglie. V polovině 30. let 20. století rodina přesídlila na řecký ostrov Korfu, kde Gerald prožil pět let svého dětství. Knihy, ve kterých zachytil vzpomínky na svou rodinu a jejich způsob života na Korfu, se staly v  70. letech 20. století bestsellery a také podle nich vznikla televizní komedie a dva seriály.

### Dětství
Durrell měl už od mládí rád zvířata a jeho snem bylo vlastnit zoologickou zahradu. V domě na Korfu mu dokonce předělali pokoj pro hosty na pracovnu, kde shromažďoval exempláře zvířat, které sbíral na ostrově. Nechodil do školy a učili jej soukromí učitelé, kteří byli někdy nuceni učit Geralda neobvyklými metodami kvůli jeho lásce k přírodě; např. zeměpis se učil na pláži s pomocí naplavených větviček a skořápek. Angličtina mu nešla, proto nikdy nechtěl být spisovatelem. Jeho rodina doufala, že láska ke zvířatům je pouze jedna fáze jeho života a až dospěje, najde si jiného koníčka: zvířata jim někdy znepříjemňovala život, například když Gerald pitval velkou mořskou želvu ve značném stádiu rozkladu před domem, nebo když jeho osel kopnul staršího bratra Larryho. Jeho matka tvrdila, že Gerryho první slovo bylo „zoo“, a jeho první vzpomínky jsou na slimáka v Indii.

### První zaměstnání a výpravy
V roce 1939 byla rodina Durrellových kvůli začínající druhé světové válce nucena se opět přestěhovat do Londýna. Gerald zde dostal své první zaměstnání, stal se pomocníkem v obchodě se zvířaty; v malém bytě žádná svá zvířata mít nemohl. Během práce v obchodě získal první zkušenosti se zvířaty v zajetí, které později využil na svých výpravách. Na konci války jako student získal místo ve Whipsnadské zoologické zahradě. Zde rozšiřoval své vědomosti a došel k závěru, že pokud by chtěl vlastnit zoologickou zahradu, byla by vyhrazena pouze ohroženým druhům zvířat.
Ve svých jednadvaceti letech uskutečnil první sběratelskou expedici do Britského Kamerunu. Cestu si financoval z dědictví. Se svým společníkem odchytili více než sto savců, ptáků a plazů, které prodali Londýnské zoologické zahradě. V roce 1949 podnikl další sběratelskou expedici do Afriky a následující rok do Britské Guyany v Jižní Americe. Tyto tři expedice však vyčerpaly všechny jeho finance, neboť Durrell věnoval zvířatům zvýšenou péči (stavěl pro ně prostorné klece, dbal o vyváženou potravu), která v té době nebyla obvyklá. Zvířatům se tedy vedlo lépe, ale Durrellovi už nezbyly peníze na další výpravy. Na radu bratra Larryho začal psát o svých cestách knihy.

### Kariéra spisovatele
Úspěch jeho první knihy Přetížená archa Geralda povzbudil, a tak brzy vydal další dva cestopisy, Bafutští chrti a Tři jízdenky do dobrodružství. V roce 1953 se Durrell vrátil z Jižní Ameriky, kde spolu se svou ženou Jacqueline Sonia Rasenovou, se kterou se oženil v roce 1951, prováděl odchyt zvířat pro Londýnskou zoo. Tato výprava byla námětem knihy Opilý prales, která se dobře prodávala v Americe i Anglii. V roce 1958 se Gerald Durrell rozhodl sbírat zvířata už pro vlastní zoologickou zahradu, neboť se nerad loučil se „svými“ zvířaty. Po návštěvě Argentiny se vrátil zpět do Londýna.
Svou zoologickou zahradu chtěl postavit u jižních břehů Anglie, snad blízko Bournemouthu. Britská vláda ale jeho návrh zamítla a tak v roce 1959 umístil svou zoo na 35 akrech ostrova Jersey v Lamanšském průlivu. Durrell na Jersey koupil zchátralý zámek, který později nechal přestavět. Vznikla zde škola se zaměřením na výuku ochrany zvířat a zoologická zahrada. Studovat sem jezdili ochránci zvířat z celého světa. Zoologická zahrada se stala námětem knihy Zoo na zámku, kterou dopsal v roce 1964. Po založení zoo se Durrell opět věnoval psaní, aby získal prostředky na investice do zoologické zahrady a na její provoz, protože zoo pohltila všechny jeho finance. Jezdil také po západní Evropě a do USA a snažil se získat sponzory pro chov ohrožených druhů zvířat. V této fázi života byl velmi pracovně vytížen: psal nové knihy, natáčel rozhlasové a televizní pořady, zároveň sháněl sponzory a na dálku řídil svou zoologickou zahradu. Na přelomu 60. a 70. let 20. století natočil s pomocí britské televize BBC pořad o zvířatech a vydal knihu Dva v buši (1966). Odjel do Austrálie, Malajsie a na Nový Zéland. Kniha Chytněte mi guerézu (1965) popisuje expedici do Sierry Leone, kniha Zlatí netopýři a růžoví holubi (1979) se zabývá cestou na Mauritius. Gerald napsal také knihy pro děti: Ostrov v nebezpečí, Mluvící balík a Oslí spiknutí. Na motivy knihy Mluvící balík vznikla i opera Čarokraj.
Jeho styl psaní zaujal mnoho čtenářů. Když vyšla jeho první kniha, literární kritici v Americe a Anglii mu neměli co vytknout. Knihy Přetížená archa nebo Filé z platýse šly po celém světě na odbyt. Televizní série z Malajsie, Nového Zélandu a Austrálie byly velmi populární. Před několika roky je vysílala i Česká televize.[kdy?]
Gerald Durrell zemřel v lednu 1995. Dosáhl mnoha úspěchů s chovem zvířat a péčí o ně, mnoho ohrožených zvířat našlo v jeho zoo nový domov a po úspěšném rozmnožení se vracela zpět do volné přírody. Gerald Durrell jednou prohlásil: „Můj úspěch se podobá pokusu odhrabat Mount Everest pomocí čajové lžičky.“

## Tvorba

### Beletrie

#### Autobiografické knihy
- Přetížená archa (The Overloaded Ark 1953) – zachycuje dobrodružství sběratelské expedice do západoafrického Kamerunu.
- Bafutští chrti (The Bafut Beagles, 1954) – s humorem a optimismem zachycuje autor africkou zvířenu tak, jak ji viděl při svých cestách po Africe.
- Tři jízdenky do dobrodružství (Three Singles to Adventure, 1954) – autorovy zážitky z výpravy do Britské Guyany, jejímž cílem bylo obstarat pro zoologické zahrady zde žijící živočichy.
- Moderní Noe (The new Noah, 1955) – autor v knize popisuje způsob odchytu vzácných a exotických zvířat v Africe a Jižní Americe a hovoří i o problémech spojených s jejich umístěním do vhodných klecí, přepravou a krmením.
- Opilý prales (The drunken forest, 1956) – půlroční autorova cesta po Jižní Americe, kde chtěl získat sbírku zvířat a ptáků pro svou ZOO.
- O mé rodině a jiné zvířeně (My family and other animals, 1956) – humoristický román ze středomořského ostrova Korfu, kam se spisovatel jako desetiletý s rodinou přestěhoval a strávil tam 5 let.
- Schůzky se zvířaty (Encounters with Animals, 1958) – souborné knižní vydání rozhlasových přednášek, které vznikly na základě autorových poznatků expedic do nejrůznějších končin světa.
- Zoo v kufru (A Zoo in My Luggage, 1960) – cestopis vypráví o šestiměsíčním putování, které v roce 1957 autor a jeho žena podnikli do Viktoriina zálivu v západní Africe do nitra někdejšího Britského Kamerunu, aby nachytali zvířata pro vlastní zoologickou zahradu.
- Dvakrát do Kamerunu (složeno ze dvou částí: Bafutští chrti a Zoo v kufru) – dva cestopisy o autorově putování do západoafrického Bafutu.
- Šeptající země (The Whispering Land, 1961) – autor, který se vydal za novými přírůstky pro svou vlastní zoologickou zahradu do vzdálených končin Argentiny a Patagonie, vypráví o zážitcích z expedice.
- ZOO na zámku (Menagerie Manor, 1964) – kniha navazuje na ZOO v kufru.
- Dva v buši (Two in the Bush, 1966) – humorně vylíčené putování Geralda Durrella a filmového štábu za přírodními krásami a zajímavostmi Nového Zélandu, Austrálie a Malajsie.
- Ptáci, zvířata a moji příbuzní (Birds, Beasts And Relatives, 1969) – volné pokračování románu O mé rodině a jiné zvířeně.
- Filé z platýse (Fillets of plaice, 1971) – formou povídek autor líčí různé příběhy ze svého života.
- Chytněte mi guerézu (Catch me a colobus, 1972) – beletrizovaná populárně odborná knížka o práci v ZOO.
- Zvířata mi straší ve věži (Beasts in My Belfry, 1973) – deset příběhů o zvířatech, jak je autor zachytil při své praxi ve Whipsnadeské zoo na samém začátku své kariéry.
- Zakotvená archa (The stationary ark, 1976) – autor popisuje problémy se zakládáním a vedením zoologické zahrady, která má sloužit zábavě, má se stát centrem výzkumu a osvěty i ochranářskou organizací pro ohrožené druhy zvířat.
- Zlatí netopýři a růžoví holubi (Golden Bats And Pink Pigeons, 1977) – vyprávění pro mládež.
- Zahrada bohů (The Garden of the Gods, 1978) – další příběhy ze života spisovatele a přírodovědce na ostrově Korfu. Navazuje na knihy O mé rodině a jiné zvířeně a Ptáci, zvířata a moji příbuzní.
- Piknik a jiné pohromy (The Picnic And Suchlike Pandemonium, 1979) – šest povídek, v nichž autor s humorem popisuje události, které prožil on sám, jeho rodina a blízcí přátelé.
- Kterak sejmout amatérského přírodovědce (How to shoot an amateur naturalist, 1984) – spisovatel popisuje rok trvající natáčení televizního seriálu Amatérský přírodovědec.
- Výročí Archy (The ark's anniversary, 1990) – vyprávění o uskutečnění dávného autorova snu mít vlastní zoologickou zahradu, který se vyplnil vybudováním Jerseyské zoo.
- Vdáváme matku a jiné povídky (Marrying Off Mother And Other Stories, 1991) – soubor humorných povídek o lidech a zvířatech, které autor potkal při svých cestách.
- Aye-aye a já: záchranná expedice na Madagaskaru (The Aye-aye And I, 1992) – záchrana vzácného primáta ksukola ocasatého, nazývaného domorodci aye-aye.

#### Ostatní
- Oslí spiknutí (The donkey rustlers, 1968) – příběh odehrávající se na pobřeží Jónského moře. Hlavními hrdiny jsou dvě anglické děti – David a Amanda.
- Růženka je z příbuzenstva (Rosie Is My Relative, 1968) – román postihuje příhody mladého úředníčka, který zdědí cvičenou slonici Růženku. Putuje s ní po přímořských lázních, kde ji chce prodat jako pouťovou atrakci, přičemž zvíře ho zaplétá do jednoho maléru za druhým.
- Mluvící balík (The Talking Parcel, 1974) – dětská fantasy, odehrávající se ve vyčarované říši Mytologii, v níž tři děti pomáhají dobrým pohádkovým tvorům bojovat proti baziliškům, kteří by chtěli ovládnout celou říši a obyvatele zotročit.
- Ostrov v nebezpečí (The Mockery Bird, 1981) – román odehrávající se na fiktivním ostrůvku mezi Indickým a Tichým oceánem přináší poučení o tom, jaký význam pro existenci lidstva má respektování ekologických zákonitostí.
- úvod ke knize Nejlepší psí příběhy (Best dog stories, 1990), kterou napsal Lesley O'Mara.

### Odborné publikace
- Amatérský přírodovědec (1982) – příručka pro začínající přírodovědce.